# دولبي
دولبي لابوراتوريز (بالإنجليزية: Dolby Laboratories)‏ هي من أهم الشركات المتخصصة في الصوتيات وتأسست في عام 1965 على يد مؤسسها راي دولبي.

## مبدع الصوت دولبي
بدأ راي دولبي حياته المهنية خلال دراسته الثانوية، حيث عمل بدوام جزئي في شركة شركة آمبكس ‏ في مدينة ريدوود في كاليفورنيا. وانضم أثناء دراسته الجامعية إلى فريق صغير من مهندسي Ampex، ممن كرّسوا أنفسهم لتطوير أول مسجّل فيديو عملي في العالم. وبعد أن تخرّج من جامعة ستانفورد عام 1957، حاز راي على منحة مارشال الدراسية في جامعة كامبريدج في إنجلترا. وبعدها تابع حياته المهنية في الهند بعد حصوله على شهادة الدكتوراة في الفيزياء، إذ عمل لعامين كمستشار للأمم المتحدة في منظمة الأدوات العلمية المركزية.
عاد راي إلى إنجلترا عام 1965 ليؤسس شركة دولبي لابوراتوريز في لندن. ثم نقل مقر الشركة إلى سان فرانسيسكو عام 1976، لكونها شركة أمريكية الأصل.
وما لبثت الشركة أن تولّت قيادة مسيرة الإبداع والجودة في عالم الصوتيات، عبر اجتذاب أكثر الحرفين مهارة من جميع أنحاء العالم.

## الريادة والتقدم
حملت شركة دولبي لابوراتوريز على عاتقها مسؤولية قيادة عملية الإبداع الصوتي منذ الستينات من القرن الماضي، فاستهلّت أعمالها بنظام دولبي لخفض الضجيج، وهو نموذج لضغط وفك ضغط الصوت بطريقة تخفف الضجيج أثناء تسجيل الصوت. ولم تزل الشركة منذ ذلك الوقت تطوّر العديد من أحدث التقنيات، لترتقي بعلم إنتاج الصوت إلى أعلى المستويات.
قررت الشركة بعد ذلك بفترة قصيرة تصنيع المنتجات الصوتية الاحترافية فقط، ومنح التراخيص للتقنيات الملائمة لمتطلبات العملاء. فتبوّأت منذ ذلك الحين منزلة مكّنتها من تحديد معايير تكنولوجيا الصوت لكل من المحترفين والمستخدمين العاديين.
لقد أعادت Dolby® رسم ملامح الترفيه، ابتداءً من دور السينما وصولاً إلى منزلك، حتى أصبحت تقنيات Dolby® تاجاً يكلّل أنظمة الترفيه بجميع أشكالها من صالات السينما واستوديوهات التسجيل وألعاب الفيديو والأقراص الليزرية وأقراص الفيديو الرقمية DVD، إضافة إلى وسائط الهواتف المتحركة وتلفزيونات البث الرقمي والوصلات الرقمية وأنظمة الأقمار الصناعية.
إن قصة شركة دولبي لابوراتوريز هي قصة تطور تكنولوجيا الصوت. ويبيّن التسلسل الزمني أدناه أهم معالم ذلك التطور.

### تاريخ حافل بالأبداع
1965: ابتكار Dolby® لنظام خفض الضجيج من الفئة أ الخاص بسوق الاحترافيين.
1968: ابتكار Dolby® لنظام خفض الضجيج من الفئة ب الخاص بمنتجات المستهلكين.
1970: استخدام شركات Advent وFisher وHarman Kardon لنظام Dolby® لخفض الضجيج من الفئة ب في مسجّلات شرائط الكاسيت.
1971: ابتكار دارة كهربائية مبسطة تعمل بنظام Dolby® من الفئة ب بالتعاون بين شركتي Dolby® وSignetics، الأمر الذي وسع من نطاق المنتجات التي يمكنها استخدام هذه التكنولوجيا.
1975: ابتكار Dolby® لنظام Dolby Stereo، وهو تنسيق عملي بامتياز، استُخدم في الموسيقى التصويرية البصرية في أفلام 35 مم.
1977: حصول Dolby® على التقدير مع إصدار أفلام «حرب النجوم Star Wars» ومواجهات وشيكة من النوع الثالث، حيث استُخدم نظام Dolby Stereo في كليهما.
1981: وصول أول منتجات Dolby® لخفض الضجيج من الفئة ج إلى الأسواق.
1982: ابتكار Dolby® لنظام الصوت المحيطي Dolby Surround، والذي يحوّل مساري الصوت لأي مصدر ستيريو إلى صوت محيطي بأربع قنوات.
1984: ابتكار Dolby® لنظام Dolby AC-1، وهو نظام التشفير الرقمي الأول للشركة.
1986: تطوير نظام Dolby SR (التسجيل الطيفي) لأداء المسجل المتناظر ليعادل أداء المسجلات الرقمية باهظة الثمن، بل حتى ويتفوق عليها في بعض الجوانب.
1987: الارتقاء بتجربة السينما المنزلية مع صوت محيطي بأربع قنوات بفضل تقنية Dolby Pro Logic® للصوت المحيطي.
1989: ابتكار Dolby® لنظام Dolby AC-2 الذي يسمح للأجهزة المنفصلة بالمراقبة والدبلجة عن بعد بصوت عالي الجودة عن طريق خطوط ISDN.
1991: الإعلان عن نظام تشفير الصوت متعدد القنوات، Dolby AC-3. وقد أصبح يعرف الآن باسم Dolby Digital، وكان أول تطبيق له هو تنسيق صوتي للأفلام.
1995: الإعلان عن أول منتجات المستهلكين المتوافقة مع نظام تشغيل Dolby Digital.
1998: إطلاق أول لعبة فيديو مع الصوت التفاعلي Dolby Digital 5.1. والإعلان عن تكنولوجيا Dolby Headphone لسماعات الرأس.
1999: الظهور الأول لتقنية Codecs التي تمتاز بنظام Dolby E الجديد لتوزيع وإنتاج صوت DTV متعدد القنوات.
2000: الإعلان عن تكنولوجيا Dolby Pro Logic II.
2002: إطلاق تقنية Dolby Virtual Speaker للعملاء الذين لا يملكون المساحة الكافية لنظام التشغيل 5.1-channel.
2005: الظهور الأول لنظام التشفير بدون خسارة Dolby TrueHD لأقراص الفيديو عالية الوضوح.
2007: تجربة نظام Dolby 3D Digital Cinema في عالم السينما.
2009: إضافة نظام Dolby Axon لاتصالات الصوت ثلاثية الأبعاد إلى الألعاب عبر الإنترنت.
2010: أول تجربة علنية عامة للصوت المحيطي 5.1-channel على الهاتف المتحرك باستخدام تقنية Dolby Mobile 

## مرجع
1. ↑  مُعرِّف قاعدة بيانات البحث العالمية (GRID): grid.471235.6.
2. ↑  مُعرِّف سجل الشفافيَّة في الاتحاد الأوروبي: 221501246133-04. الوصول: 22 مايو 2022.
3. ↑  وصلة مرجع: https://www.lobbyfacts.eu/datacard/dolby-laboratories-inc?rid=221501246133-04.
4. ↑  مذكور في: ROR release v1.19. تاريخ النشر: 16 فبراير 2023. مُعرِّف الغرض الرَّقميُّ (DOI): 10.5281/ZENODO.7644942.
5. 1 2  مذكور في: Global LEI index. الوصول: 17 سبتمبر 2024.
6. ↑  مُعرِّف قاعدة بيانات البحث العالمية (GRID): grid.480107.a.
7. ↑  وصلة مرجع: http://investor.dolby.com/investor-faqs. الوصول: 12 ديسمبر 2019.
8. ↑  "Dolby - مبدع الصوت". مؤرشف من الأصل في 2014-02-01.
9. ↑  "Dolby - الاستماع والريادة". مؤرشف من الأصل في 2014-01-30.

## وصلات خارجية
- الموقع الرسمي